# サテライト姫路
サテライト姫路（サテライトひめじ）は2018年10月18日に開設された兵庫県姫路市飾磨区にある競輪場外車券売場である。
兵庫県内では2番目となる競輪及びオートレースの場外車券売場でもある。
本項では同施設内に併設されているオートレース場外車券売場のオートレース姫路（オートレースひめじ）についても記述する。

## サテライト姫路
2018年10月18日に大垣競輪場の発売所として開設。施行者は、大垣競輪場及び中部地区の競走の発売が主であるが、近畿地区で行われる競輪の一般競走（FI、FII）、ならびに全国各地の特別競輪（GI、GII）、記念競輪（GIII）の車券を発売している。

## オートレース姫路
2022年8月19日に浜松オートレース場を中心としたオートレース販売場として開設された。開設前はネット投票のみの条件で放映を行ったりやオートレースの販売予定告知も行っていた。

## 施設
- 非会員制であり、入場に際して制限は無く利用自体は無料である。なお当施設の運営は民間企業「株式会社アップル」が行っている。
- 建物自体は1Fのみとなる。席は立ち見、一般席、指定席、VIPルーム（洋室（ロイヤルルーム）と和室（白鷺の間）の個室）がある。
- 駐車場501台・駐輪場100台となるが隣接の「パチンコドンじゃら」と共有となる。
- 無調送迎はあるが連絡が必要となる。
- イベントがある際は発売機横で行われることが多い。その際の発売機は投票者の邪魔にならないように柵なども受けている。
- 館内では食堂はないものの、受付にてインスタントラーメンやスナック菓子などの軽食はある。他にも自販機（無料水またはお茶あり）や新聞も販売している。（時期によっては印刷となるが無料で配布される場合もある）
- 周囲にはパチンコ屋や飲食店などもある。また、時期によっては移動販売も行われる。

## イメージキャラ
サテライト姫路にはイメージキャラクターがいる。デザインは漫画家の峰なゆか。

### キャラ紹介

#### 的中リン(リンちゃん)
「当たり姫」の別名を持つガールズ競輪選手でもあり、1児の母でもある。

#### 的中ジャン(ジャンくん)
母の背中を追って将来は競輪選手を目指している。お祭りが大好き。

## アクセス
- 山陽電鉄本線飾磨駅下車、無料送迎またはタクシーで約10分または徒歩約40分となる。また、山陽電鉄網干線西飾磨駅下車、無料送迎またはタクシーで約5分または徒歩約15分か山陽電鉄網干線夢前川駅下車、無料送迎かタクシーで約5分または徒歩約15分となる。
- 神姫バス27系統「津田神社前」下車から徒歩約15分またはJR網干駅行き・28・30系統「夢前川駅南」か「夢前町1丁目」下車から徒歩約15分となる。
- 無料送迎はJR西日本姫路駅か英賀保駅、姫路港からでも可能である。なお、連絡が必要となる。